# Lisa Germano
Lisa Germano, właściwie Lisa Ruth Germano (ur. 17 sierpnia 1958 w Mishawace, w stanie Indiana) – amerykańska multiinstrumentalistka, piosenkarka i autorka piosenek. Wykształciła charakterystyczny dla siebie styl: wyciszony wokal, często osobiste teksty i wyróżniająca się gra na skrzypcach.

## Dyskografia
| Album                                | Rok wydania | Wydawca                                    |
| ------------------------------------ | ----------- | ------------------------------------------ |
| On the Way Down From the Moon Palace | 1991        | Major Bill Records                         |
| Happiness                            | 1994        | (1994) Capitol Records, (2004) 4AD Records |
| Inconsiderate Bitch (EP)             | 1994        | 4AD Records                                |
| Geek the Girl                        | 1994        | 4AD Records                                |
| Excerpts From a Love Circus          | 1996        | 4AD Records                                |
| Slush (nagrane z OP8)                | 1997        | Thirsty Ear Recordings                     |
| Slide                                | 1998        | 4AD Records                                |
| Concentrated                         | 2002        | wydanie autorskie                          |
| Rare, Unusual or Just Bad Songs      | 2002        | wydanie autorskie                          |
| Lullaby for Liquid Pig               | 2003        | Reincarnate Music                          |
| In the Maybe World                   | 2006        | Young God Records                          |
| No Elephants                         | 2013        | Badman Records                             |